# NGC 4634
NGC 4632 est une galaxie spirale située dans la constellation de la Vierge. Sa vitesse par rapport au fond diffus cosmologique est de 2 061 ± 24 km/s, ce qui correspond à une distance de Hubble de 30,40 ± 2,16 Mpc (∼99,2 millions d'al). NGC 4632 a été découverte par l'astronome germano-britannique William Herschel en 1784.
La classe de luminosité de NGC 4632 est III et elle présente une large raie HI. Elle renferme également des régions d'hydrogène ionisé.
À ce jour, une quinzaine de mesures non basées sur le décalage vers le rouge (redshift) donnent une distance de 16,593 ± 3,606 Mpc (∼54,1 millions d'al), ce qui est nettement à l'extérieur des valeurs de la distance de Hubble, comme pour les deux autres galaxies du trio de NGC 4666. Cette galaxie est relativement rapprochée du Groupe local. On obtient souvent des distances assez différentes pour les galaxies rapprochées en se basant sur le décalage en raison du mouvement propre de ces galaxies dans le groupe où l'amas où elles sont situées. Cette valeur est peut-être plus près de la distance réelle de cette galaxie. Notons que c'est avec la valeur moyenne des mesures indépendantes, lorsqu'elles existent, que la base de données NASA/IPAC calcule le diamètre d'une galaxie.

## Supernova
La supernova SN 1946B a été découverte dans NGC 4632 le 1er mai par Edwin Hubble. Le type de cette supernova n'a pas été déterminé.

## Interaction avec NGC 4633

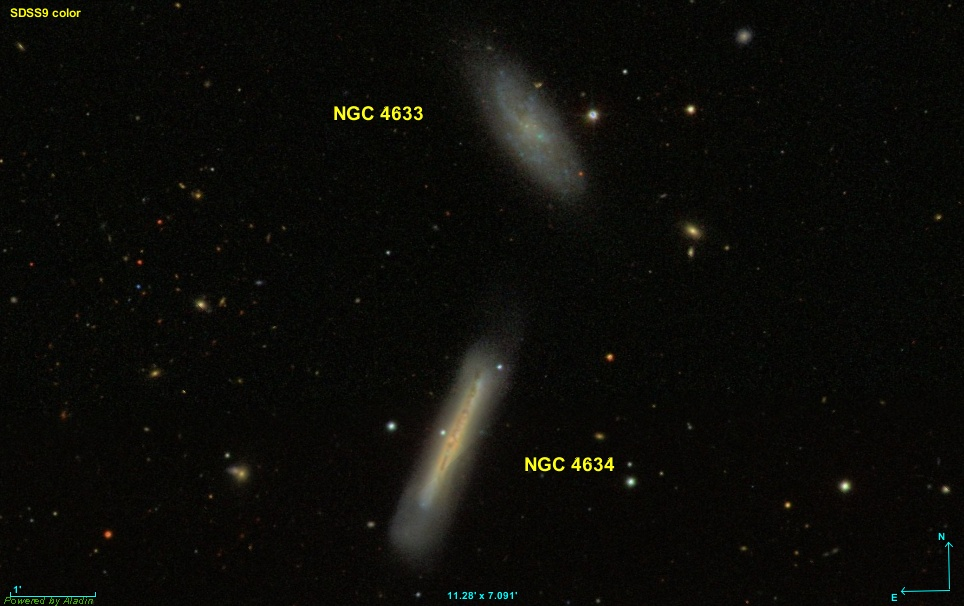
La paire de galaxies NGC 4633 et NGC 4634.

NGC 4633 et NGC 4634, désignée comme HOLM 268B et HOLM 268A , la 268e entrée du catalogue des paires de galaxies du catalogue d'Erik Holmberg, forment une paire de galaxies en interaction rapprochée de la Voie lactée. Selon E.L. Turner, les galaxies NGC 4633 et NGC 4634 forment une paire de galaxies rapprochées.
Ces deux galaxies font partie de l'amas de la Vierge.

## Groupe de NGC 4666
Selon A.M. Garcia, NGC 4632 fait partie d'un trio de galaxies, le groupe de NGC 4666. L'autre galaxie du trio est NGC 4668.
Avec une moyenne de 28,9 ± 1,5 Mpc (∼94,3 millions d'al), les distances de Hubble des trois galaxies du trio sont nettement supérieures aux distances obtenues par des méthodes indépendantes du décalage dont la moyenne est égale à  16,9 ± 0,3 Mpc (∼55,1 millions d'al). Ce trio de galaxies s'éloigne donc de la Voie lactée à une vitesse supérieure à la vitesse produite par l'expansion de l'Univers. Aucune source consultée ne mentionne la cause de cela, cause qui provient habituellement de l'attraction gravitationnelle d'un amas de galaxies. Cependant ce trio ne semble pas appartenir à un amas, car cette appartenance n'est mentionnée par personne à ce jour.